# Sidoharjo (Doro)
Sidoharjo is een bestuurslaag in het regentschap Pekalongan van de provincie Midden-Java, Indonesië. Sidoharjo telt 847 inwoners (volkstelling 2010).